# 拉马章水库
拉马章水库是中国辽宁省沈阳市法库县境内的一座水库，位于季水二级支流拉马章河上，建于1953年。水库正常库容为490万立方米，平均水深为2.14米，集雨面积为41平方千米，海拔为67.23米。